# É Natal
"É Natal" é um single da banda de rock alternativo Tanlan, lançado em dezembro de 2013 pela gravadora Sony Music Brasil em formato digital.
A canção foi produzida como um projeto beneficente. Toda a renda adquirida com o single foi revertida para o Lar Restaurar, casa que cuida de crianças em situação de risco na região metropolitana de Porto Alegre, no Rio Grande do Sul.
Para o single, a banda também produziu um videoclipe, lançado no mesmo mês.

## Faixas
1. "É Natal" - 4:11

## Ficha técnica
Banda
- Fábio Sampaio - vocal, guitarras
- Tiago Garros - baixo, vocal de apoio
- Fernando Garros - bateria, vocal de apoio